# Junonia hedonia
Espèce
Junonia hedonia est une espèce de lépidoptère.

## Synonymes
- Papilio hedonia,
- Precis tragia,
- Precis hedonia

## Taxinomie
Liste des sous-espèces
- Junonia hedonia hedonia
- Junonia hedonia admiralitatis (Rothschild, 1915)
- Junonia hedonia apollonia (Fruhstorfer, 1906)
- Junonia hedonia hellanis (C. et R. Felder, 1867)
- Junonia hedonia hondai Hayash ;
- Junonia hedonia ida (Cramer, 1775) aux Philippines, en Malaisie et à Java.
- Junonia hedonia hellanis (C. et R. Felder, 1867)
- Junonia hedonia seitzi (Corbet, 1937)
- Junonia hedonia thero (Fruhstorfer, 1912)
- Junonia hedonia zelima (Fabricius, 1775)

## Répartition
Asie du Sud-Est, Indonésie et Australie.